# Aparición mariana de Cimbres

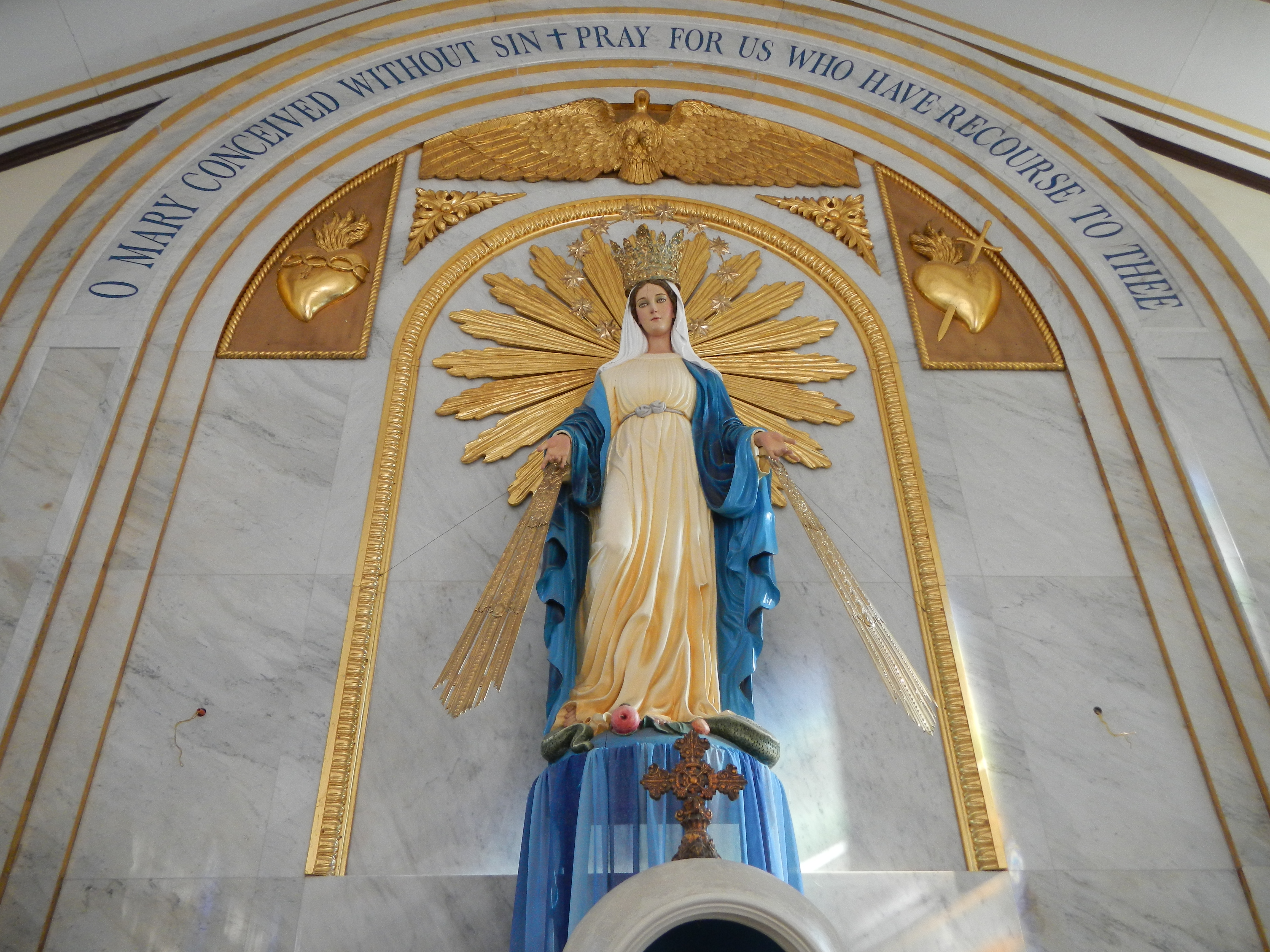
Nuestra Señora de las Gracias, el título de la aparición mariana.

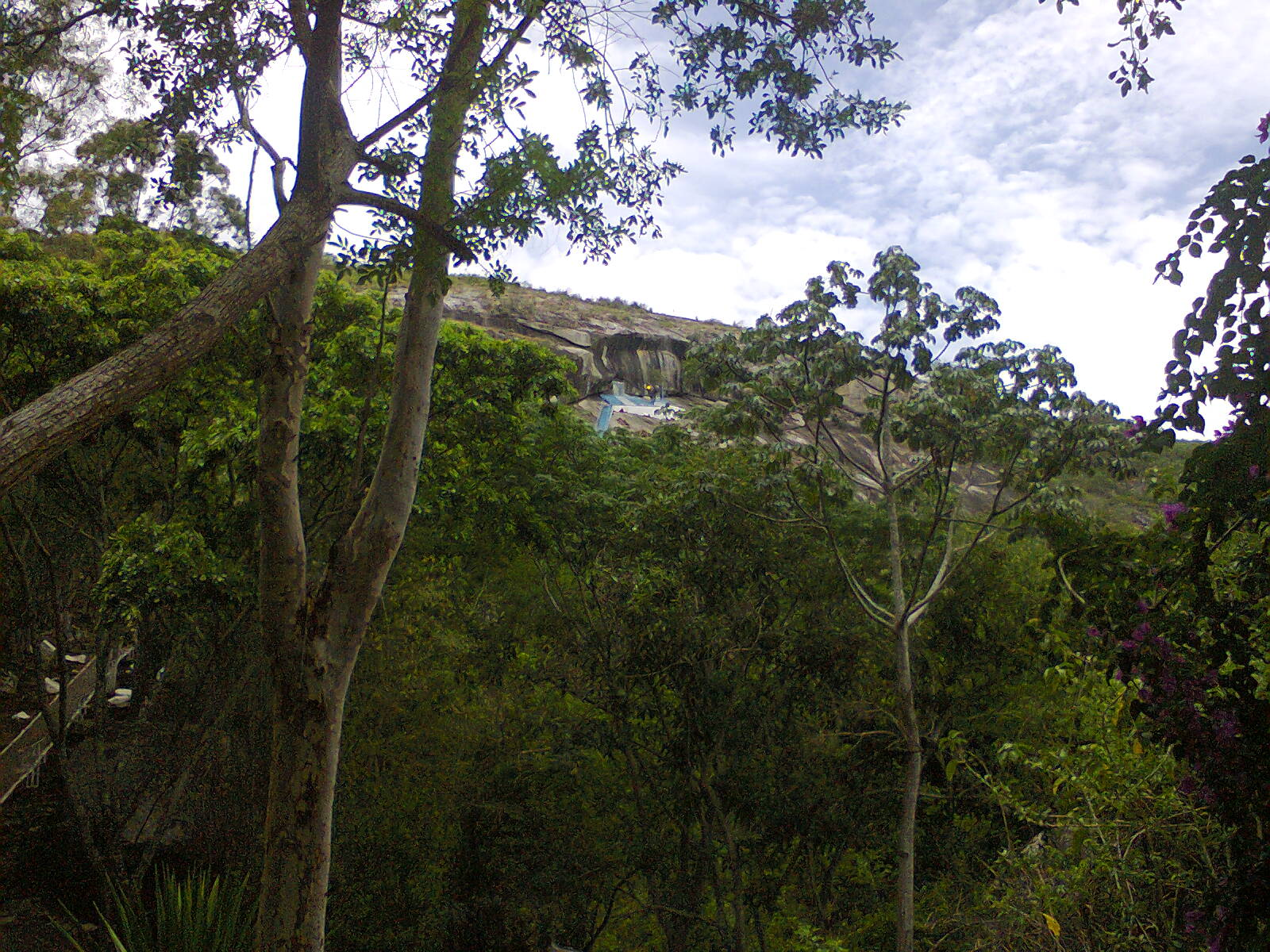
Sitio de las apariciones: Sítio da Guarda, Cimbres, Pesqueira. 08.3626°S 036.8116°W

La aparición mariana de Cimbres es una serie de visiones de la Virgen María ocurridas en 1936 y 1937 en el noreste de Brasil, estado de Pernambuco, en el municipio de Pesqueira, distrito de Cimbres, en Brasil.

## Contexto
Según lo creído, la Virgen María se habría aparecido a dos videntes, Maria da Luz (que más tarde adoptó el nombre de Adélia con motivo de su entrada en la vida religiosa) y Maria da Conceição, que, en el momento de los hechos, eran adolescentes pobres y sin educación. La aparición ocurrió en un inselberg expuesto cerca de la casa de la familia de la niña, parcialmente cubierto por arbustos espinosos y musgo resbaladizo, y junto a profundos barrancos, un lugar peligroso para alcanzar a pie. Aunque el clima allí es semiárido, después de la aparición el inselberg comenzó a fluir agua potable. Estos eventos se hicieron famosos por el rigor con el que fueron comprobados por el misionero alemán Padre Joseph Kehrle, quien fue respondido por las niñas analfabetas tanto en latín como en alemán, así como por el contenido del mensaje que la Virgen María habría transmitido a los videntes, alertándolos sobre cómo Brasil sería mortalmente castigado con el comunismo.

### Terror sangriento del comunismo
La aparición ocurrió treinta veces, comenzando el 6 de agosto de 1936. A continuación se presenta uno de los muchos diálogos intermedios entre el Padre Kehrle, que escribió las preguntas en latín o alemán, y la respuesta oral de la Virgen María, según las dos niñas, ambas todavía analfabetas en cualquier idioma en ese momento. 
Di: ¿quién eres y qué quieres?
«Yo soy la Madre de la Gracia y vengo a advertir al pueblo que se acercan tres grandes castigos.»
¿Qué es necesario hacer para desviar los castigos? 
«Penitencia y oración.»
¿Cuál es la invocación de esta aparición? 
«De Gracias.»
¿Qué significa la sangre que fluye de tus manos? 
«La sangre que inundará Brasil.»
¿Penetrará el comunismo en Brasil? 
«Sí.»
¿En todo el país?
«Sí.»
¿También en el campo?
«No.»
¿Sufrirán mucho los sacerdotes y obispos? 
«Sí.»
¿Será como en España?* 
«Casi.»
¿Qué devociones deben practicarse para alejar estos males?
«Al corazón de Jesús y a mi corazón.»
¿Es esta aparición la repetición de La Salette?  
«Sí.» 
*Nota: la Guerra Civil Española, entre monárquicos y comunistas, comenzó el mes anterior, el 17 de julio de 1936.

### Interpretación
El general brasileño Sérgio Avellar Coutinho recordó que, un año antes de la aparición, la Insurrección comunista brasileña de 1935 ya había ocurrido. Un artículo de revista recuerda que el líder del teólogo de la Liberación, el arzobispo Hélder Câmara, y el educador comunista Paulo Freire eran de Recife, y el presidente comunista Lula de Garanhuns, por lo que una aparición sobre el peligro del comunismo en Brasil tiene una fuerte razón para suceder en Pernambuco..

## Propagación
Originalmente, la noticia de la aparición se limitó a la región que rodea la ciudad de Pesqueira, de donde provenían la mayoría de los peregrinos del santuario que se encuentra allí en la década de 1930. 
El primer artículo sobre la aparición fue publicado en el periódico alemán Koenigsreuthes Jahrbuch en 1936.
El mensaje de las apariciones, en los tiempos modernos, se ha difundido por todo Brasil, principalmente a través de Internet, por iniciativa de figuras conservadoras/anticomunistas, como el pernambucano Padre Paulo Ricardo, el filósofo Olavo de Carvalho (1947-2022), la historiadora Ana Lígia Lira, así como la sobrina nieta de la hermana Adelia, la actriz Cássia Kis, la ingeniera Auta Maria Monteiro de Carvalho, a través de su libro O Encontro – Nossa Senhora e Sister Adélia.

## Reconocimiento eclesiástico
Aunque, al principio, fueron vistas con descrédito por las autoridades eclesiales de la diócesis de Pesqueira, las apariciones fueron gradualmente aceptadas como dignas de fe por la Iglesia, que reconoció, en 2021, el carácter sobrenatural de los acontecimientos ocurridos en Cimbres. Al mismo tiempo, se inició el proceso de beatificación de una de las videntes, la hermana Amelia, lo que corrobora la aprobación de la iglesia de la devoción a la Virgen María bajo la designación de Nuestra Señora de Gracia de Cimbres.

## Historia de las manifestaciones marianas locales antes de las apariciones
La Región de Cimbres, escenario de las apariciones, tiene una prolífica historia de devociones marianas y eventos sobrenaturales asociados con la Virgen María. Al estar en el interior del territorio de los amerindios Xucuru, el asentamiento de la aldea está estrechamente relacionado con el asentamiento de las comunidades indígenas del sitio por iniciativa de los sacerdotes oratorianos, todavía a principios del siglo XVII.
Además, la región sufrió mucho por el cangaço, una fuente importante de miedo y un motivo de mucha oración entre los lugareños.
Una vez, algunos sacerdotes sacaron una imagen de Nuestra Señora del lugar de la aparición y la llevaron a la presencia de los sacerdotes del pueblo, quienes la guardaron para sí mismos. Según los informes de la época, cuando se despertaron, los sacerdotes no pudieron encontrar la imagen que les habían traído y comenzaron a buscarla, sospechando que alguien podría haberla robado. Después de las búsquedas, lo encontraron en el baúl exacto donde se había encontrado el día anterior, y una vez más se lo llevaron.
Al día siguiente, la estatua había desaparecido nuevamente, y esta vez los sacerdotes fueron directamente al baúl del día anterior, donde una vez más la encontraron. Convencidos de que tales eventos habían sido divinos en su origen, los padres oratorianos erigieron una capilla en el lugar de reunión de la imagen, cuyo altar estaba en el mismo lugar y altura que el tronco en el que apareció la estatua. La Virgen entronizada en la capilla llegó a ser conocida como Nuestra Señora de las Montañas, dada la accidentada topografía del lugar de su encuentro, siendo el blanco de especial devoción de los indígenas Xukuru hasta el día de hoy, quienes designan a su Madre Tamain.

## Turismo
El sitio de las apariciones es hoy en día un destino turístico popular.

## Libros
- O Diário do Silêncio - O Alerta da Virgem Maria Contra o Comunismo no Brasil: o Alerta da Virgem Maria Contra o Comunismo no Brasil.[29] Ecclesiae. ISBN 8584911049
- Eu sou a Graça - As Aparições de Nossa Senhora das Graças em Pernambuco. Ecclesiae. ISBN 8584910344
- Aparições e milagres de Nossa Senhora em Cimbres: Entre a fé e as ciências.[30] Novas Edições Acadêmicas. ISBN 6139603056
- O inquisidor de Cimbres: A história do padre que recebia flores de Nossa Senhora. Apascentar. ISBN 6599552528